# Ossuaire commémoratif des morts de 1912-1918 à Čačak
L'ossuaire commémoratif des morts de 1912-1918 à Čačak (en serbe cyrillique : Спомен костурница погинулим ратницима 1912—1918. године у Чачку ; en serbe latin : Spomen kosturnica poginulim ratnicima 1912—1918. godine u Čačku) se trouve à Čačak et dans le district de Moravica, en Serbie. Il est inscrit sur la liste des monuments culturels protégés de la république de Serbie (identifiant no SK 2097),,,.

## Présentation
L'ossuaire commémoratif a été construit en 1934, selon un projet de l'ingénieur Isidor Janjić et avec la collaboration du tailleur de pierre Francesco Berbelja.
Au-dessus de l'ossuaire se trouve un piédestal rectangulaire en béton mesurant 4,60 × 5,75 × 0,74 m entouré de huit petites pyramides carrées en pierre artificielle reliées par deux niveaux de barres métalliques. Au centre du piédestal se dresse un monument en forme de pyramide allongée avec une base rectangulaire mesurant 1,4 × 2,0 × 5,5 m placé sur un socle ; ce monument a été construit avec une pierre appelée Plavi tok (« flot bleu »), que le tailleur a fait venir de sa carrière de Jaminska Stena.
De chaque côté de la pyramide, se trouvent des symboles religieux en granit de Jablanica, représentant les confessions des soldats morts dans la région de Čačak pendant les guerres balkaniques et la Première Guerre mondiale : croix orthodoxe, croix catholique, plaque circulaire avec l'étoile de David et plaque circulaire avec un croissant et une étoile.

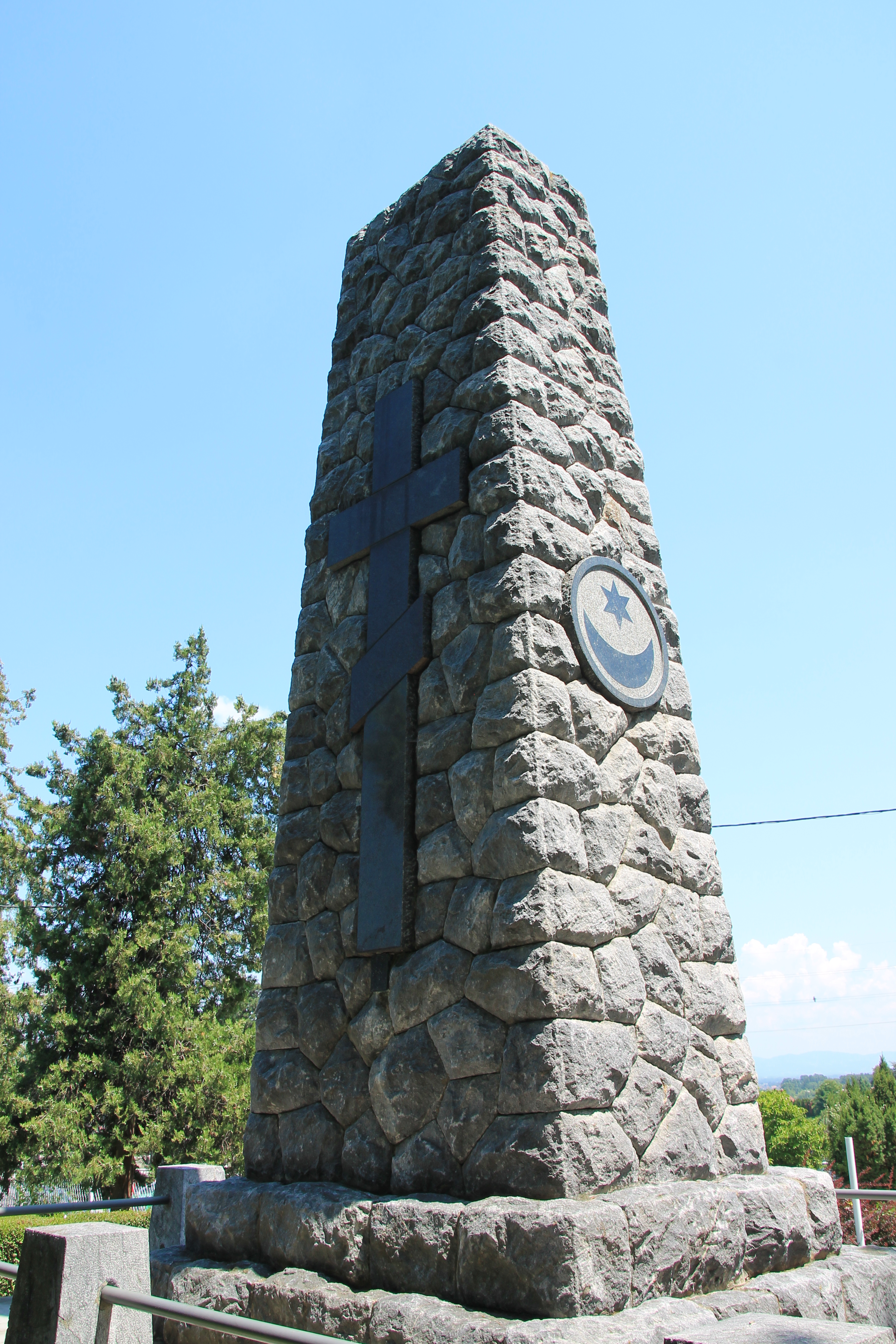
Croix orthodoxe, étoile et croissant.
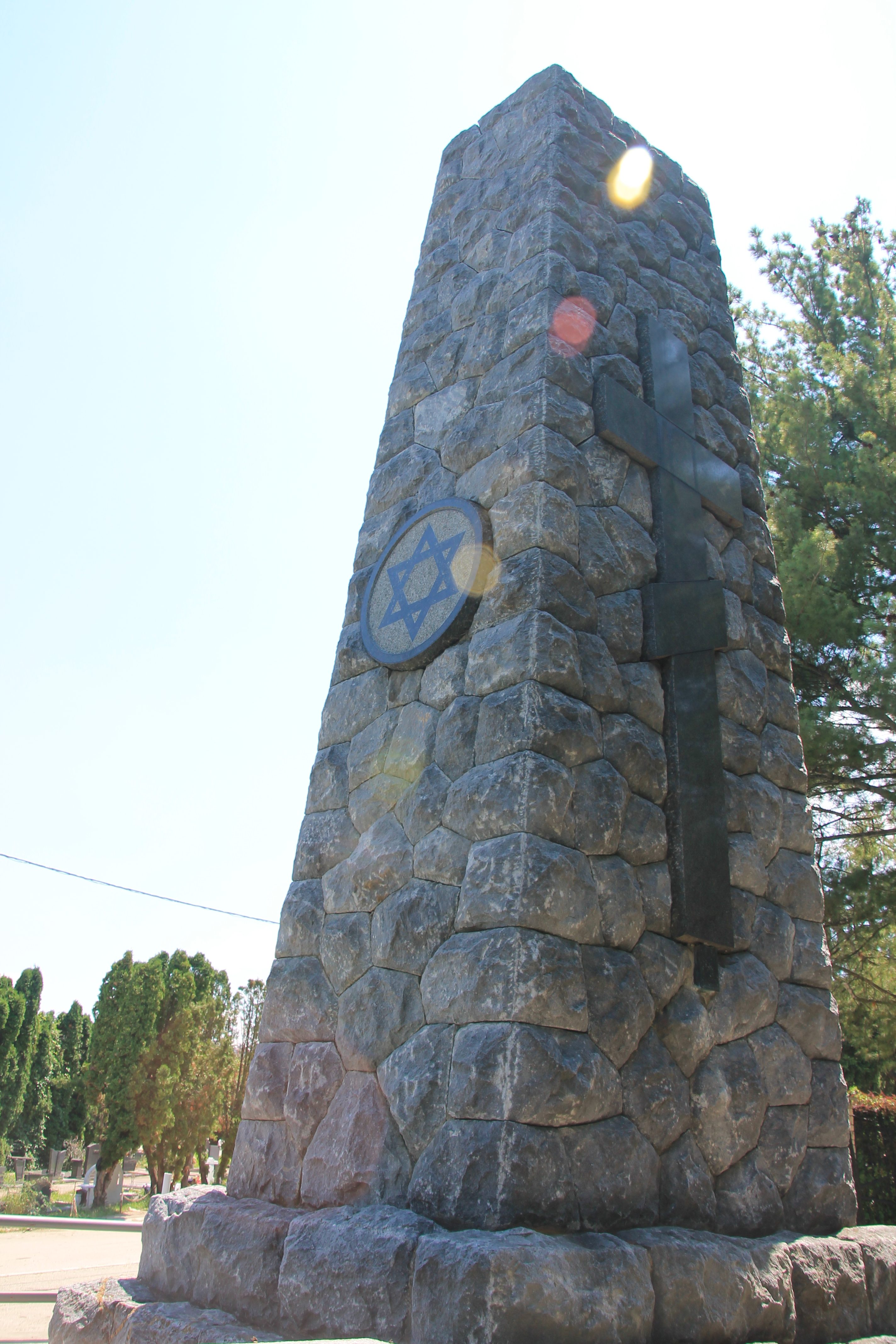
Croix orthodoxe, étoile de David.